# Rhododendron bamaense
Rhododendron bamaense är en ljungväxtart som beskrevs av Z. J. Zhao. Rhododendron bamaense ingår i släktet rododendron, och familjen ljungväxter. Inga underarter finns listade i Catalogue of Life.